# 冷泉為久
冷泉 為久（れいぜい ためひさ）は、江戸時代中期の公卿・歌人。上冷泉家14代当主。

## 経歴
貞享3年（1686年）、冷泉為綱の子として誕生。
官位は正二位・権大納言。享保14年閏9月19日（1729年11月9日）民部卿に任じられる。また、武家伝奏（享保19年（1734年）11月22日 - 寛保元年（1741年）8月29日）も務めた。
寛保元年（1741年）、薨去。家督は子・為村が継いだ。

## 系譜
- 父：冷泉為綱
- 母：不詳
- 正室：寂恩の娘
- 生母不明の子女
  - 男子：冷泉為村（1712-1774）